# Yani Urdinov
Yani Urdinov (in macedone Јани Урдинов?, Jani Urdinov; Mechelen, 28 marzo 1991) è un ex calciatore belga naturalizzato macedone, di ruolo difensore.

## Biografia
Possiede anche il passaporto belga.

## Carriera

### Club
Il 20 gennaio 2016 viene acquistato a titolo definitivo dalla squadra ceca del Vysočina Jihlava.

### Nazionale
Ha collezionato diverse presenze con le varie Nazionali giovanili macedoni tra cui: l'Under-17, l'Under-19 e l'Under-21. Nel 2012 invece ha debuttato con la Nazionale maggiore.

## Statistiche

### Cronologia presenze e reti in nazionale
| Cronologia completa delle presenze e delle reti in nazionale ― Macedonia | Cronologia completa delle presenze e delle reti in nazionale ― Macedonia | Cronologia completa delle presenze e delle reti in nazionale ― Macedonia | Cronologia completa delle presenze e delle reti in nazionale ― Macedonia | Cronologia completa delle presenze e delle reti in nazionale ― Macedonia | Cronologia completa delle presenze e delle reti in nazionale ― Macedonia | Cronologia completa delle presenze e delle reti in nazionale ― Macedonia | Cronologia completa delle presenze e delle reti in nazionale ― Macedonia |
| Data                                                                     | Città                                                                    | In casa                                                                  | Risultato                                                                | Ospiti                                                                   | Competizione                                                             | Reti                                                                     | Note                                                                     |
| ------------------------------------------------------------------------ | ------------------------------------------------------------------------ | ------------------------------------------------------------------------ | ------------------------------------------------------------------------ | ------------------------------------------------------------------------ | ------------------------------------------------------------------------ | ------------------------------------------------------------------------ | ------------------------------------------------------------------------ |
| 26-5-2012                                                                | Leiria                                                                   | Portogallo                                                               | 0 – 0                                                                    | Macedonia                                                                | Amichevole                                                               | -                                                                        | 52’ 73’                                                                  |
| 29-5-2012                                                                | Estoril                                                                  | Angola                                                                   | 0 – 0                                                                    | Macedonia                                                                | Amichevole                                                               | -                                                                        |                                                                          |
| 15-8-2012                                                                | Skopje                                                                   | Macedonia                                                                | 1 – 0                                                                    | Lituania                                                                 | Amichevole                                                               | -                                                                        |                                                                          |
| Totale                                                                   |                                                                          | Presenze                                                                 | 3                                                                        |                                                                          | Reti                                                                     | 0                                                                        |                                                                          |

## Palmarès

### Club

#### Competizioni nazionali
- Campionato lituano: 1

Ekranas: 2012